# Badecon-le-Pin
Badecon-le-Pin é uma comuna francesa na região administrativa do Centro, no departamento de Indre. Estende-se por uma área de 9,88 km². Em 2010 a comuna tinha 768 habitantes (densidade: 77,7 hab./km²).